# Joe Grech (Sänger)

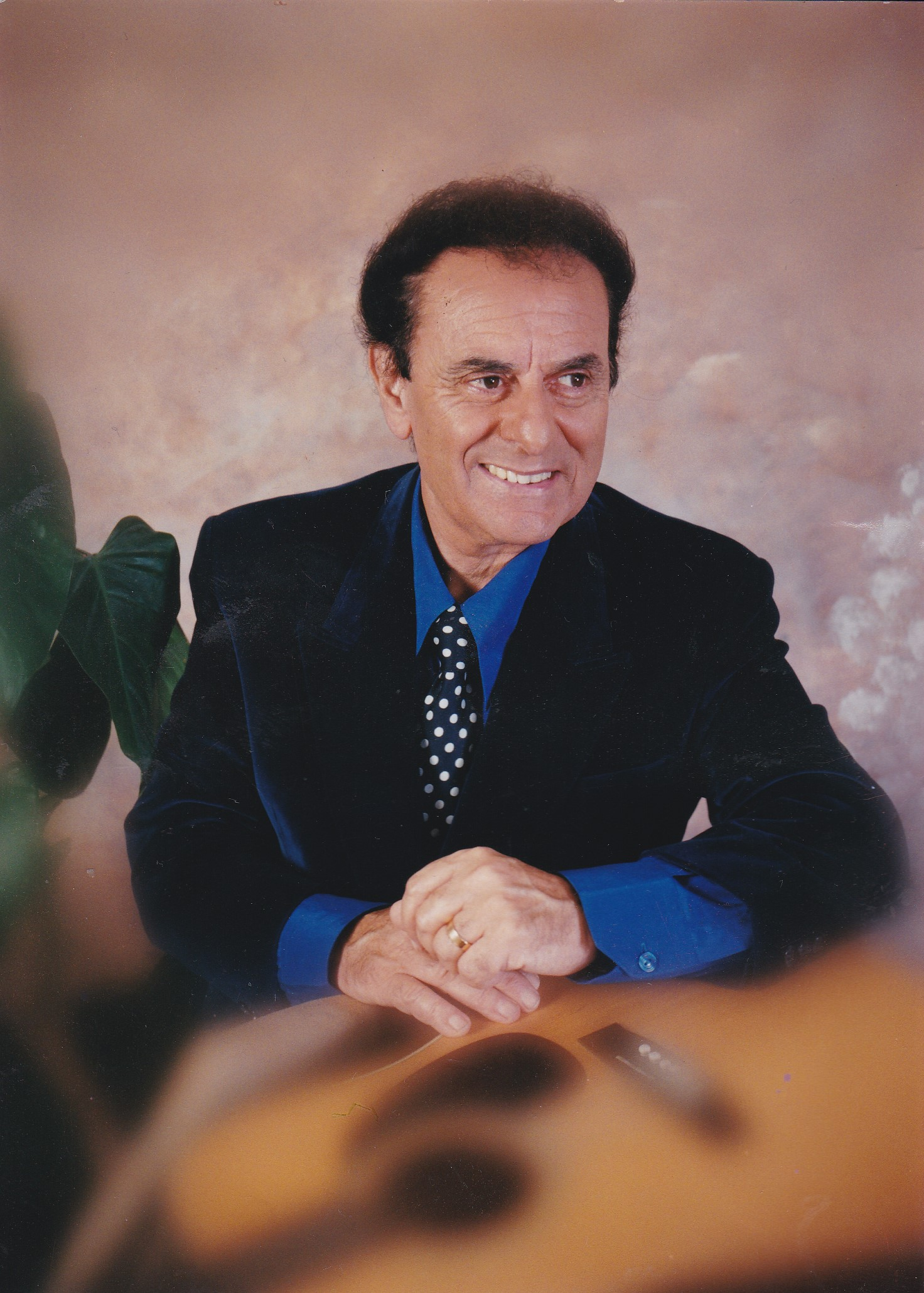
Joe Grech, 2018

Joseph Grech (* 9. Februar 1934 in Cospicua; † am oder vor dem 30. Dezember 2024) war ein maltesischer Schlagersänger und -komponist.

## Leben und Wirken
Mit seiner Eigenkomposition Vola Uccellino war er der Gewinner der ersten Musikshow Malta Song Festival im Jahr 1960. 1967 gelang ihm dort ein erneuter Sieg zusammen mit der Sängerin Mary-Rose Darmanin und dem Titel Serenata.
Schließlich gewann er die erste maltesische Vorauswahl für den europäischen Schlagerwettbewerb und durfte daher zum Eurovision Song Contest 1971 nach Dublin reisen. Mit der Eigenkomposition Marija I-Maltija, welche er in maltesischer Sprache vortrug, landete er auf dem letzten Platz.
In den 1970er Jahren hatte er weiterhin viele Auslandsauftritte. Er trat in England, Irland, Kanada, den USA, Italien und mehrmals in Australien auf.